# 聖法駅
聖法駅（ソンボムえき、朝鮮語: 성법역）は、朝鮮民主主義人民共和国平安南道文徳郡にある駅で、安州炭鉱線に属する。

## 隣の駅
安州炭鉱線
文徳駅 - 聖法駅 - 清南駅